# Richmond (Kentucky)
Pour les articles homonymes, voir Richmond.
La ville de Richmond est le siège du comté de Madison, dans l’État du Kentucky, aux États-Unis. Sa population s’élevait à 31 364 habitants lors du recensement de 2010, estimée à 35 894 habitants en 2018.

## Personnalité née à Richmond
- James B. McCreary, homme politique
- Montez Sweat, joueur de football américain des Commanders de Washington
- Tessa Lark, violoniste.